# Monte Alto (Teksas)
Monte Alto je naseljeno mjesto za statističke potrebe u američkoj saveznoj državi Teksas. Prema popisu stanovništva iz 2010. u njemu je živjelo 1.924 stanovnika.